# Sebastià d'Emparan i de Loiola
Sebastià d'Emparán i de Loiola, nom complet: Sebastià de Victoria, Emparán i de Loyola (Azpeitia, Guipúscoa, 1683 — La Seu d'Urgell, 1756) fou un noble i religiós que ostentà el títol de bisbe d'Urgell i copríncep d'Andorra entre el 15 de maig de 1747 i el 2 d'octubre de 1756.